# Amalasunta
Amalasunta (Amalasuntha, Amalasuentha, Amalaswintha, Amalasuintha, Amalswinthe ou Amalasontha; c. 495 — Ilha de Martana, 30 de abril de 534 (ou 535) foi regente dos ostrogodos de 526 a 534.

## Família
Casou-se em 515 com Eutarico (480–522), um nobre ostrogótico da antiga linhagem da dinastia dos Amalos, que anteriormente vivia no Reino Visigótico, e era filho de Viterico, neto de Berismundo e bisneto de Torismundo, rei ostrogótico por volta do ano 400.
Seu marido morreu, aparentemente no início de seu casamento, deixando-a com dois filhos, Atalarico e Matasunta (c. 517 - depois de 550), que se casou por volta de 550 com Germano.

## Regência
Teodorico morreu em 526, sendo sucedido por seu neto Atalarico, mas Amalasunta se tornou regente do reino. Fortemente influenciada pela antiga cultura romana, ela deu à educação daquele filho uma direção muito mais refinada e literária do que seus súditos godos julgavam apropriado. Consciente de sua impopularidade, Amalasunta baniu e, posteriormente, condenou à morte três nobres góticos que ela havia suspeitado de plantar intrigas contra seu governo e, ao mesmo tempo, iniciou negociações com o imperador Justiniano I para que este a conduzisse, juntamente com seu tesouro, para Constantinopla, por segurança.

## Morte

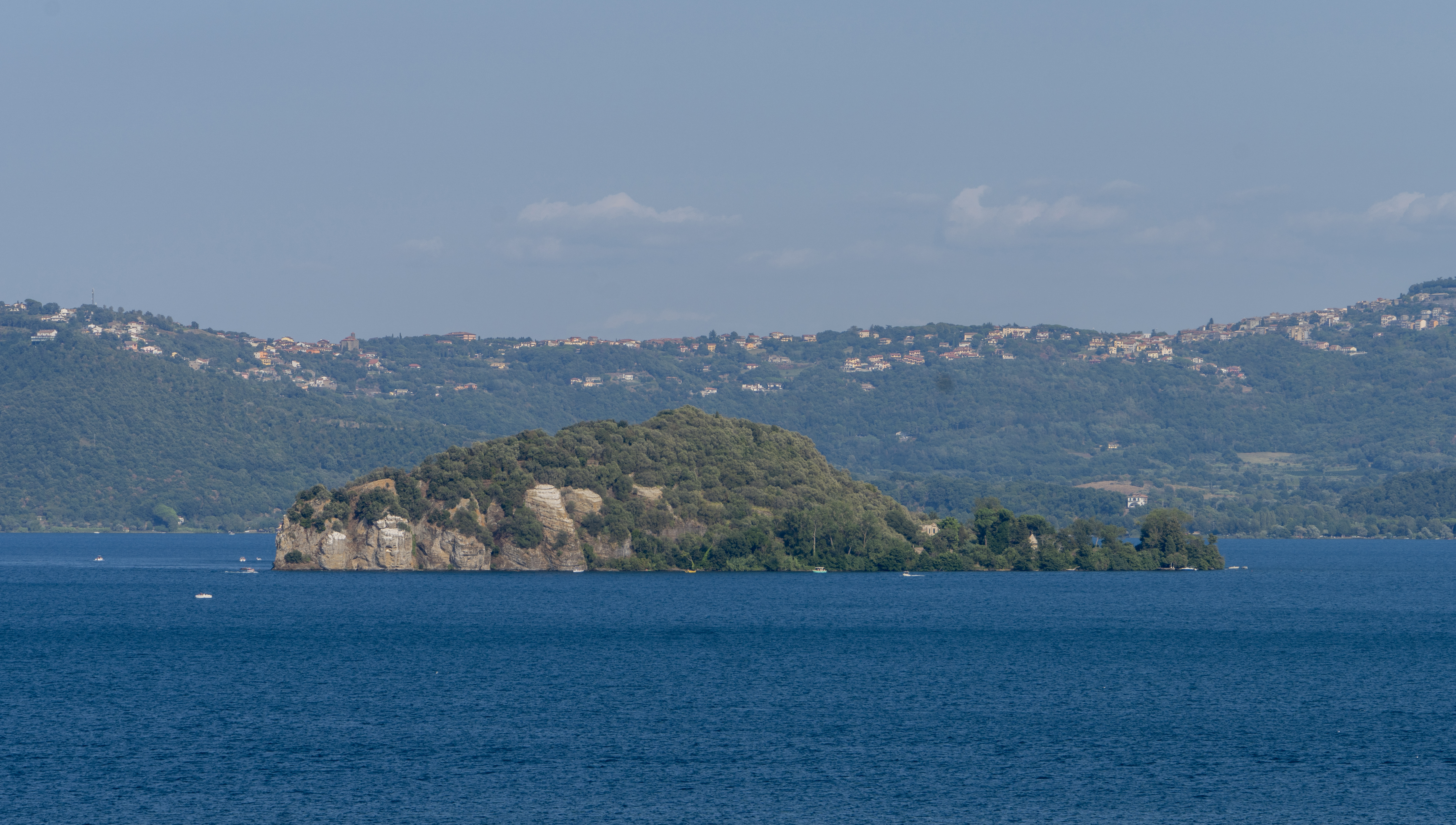
A ilha Martana no lago de Bolsena, onde Amalasunta foi confinada até sua morte

A morte de seu filho, em 534, pouco mudou o panorama geral. Agora rainha, Amalasunta fez de seu primo, Teodato, parceiro no trono (embora não, como chegou a ser sugerido, na condição de seu marido, já que ele tinha uma esposa ainda viva), com a intenção de fortalecer sua posição. Teodato era filho de Amalfrida, irmã de Teodorico. A escolha, no entanto, não foi feliz, pois Teodato não era visto com afeição pelos godos. Amalasunta acabou presa, talvez por ordens ou com permissão do próprio Teodato, e encarcerada na ilha de Martana, no Lago Bolsena, onde, na primavera de 534/535, ela foi assassinada durante um banho.

## Representações na cultura
As cartas de Cassiodoro, principal ministro e conselheiro literário de Amalasunta, e as histórias de Procópio de Cesareia e Jordanes, são as principais fontes de informação sobre Amalasunta. Sua vida foi tema de uma tragédia, uma peça teatral de autoria do então jovem dramaturgo Carlo Goldoni, encenada em Milão pela primeira vez em 1733.